# Ulica Nowowiejska we Wrocławiu
Ulica Nowowiejska – ulica w północnej części Wrocławia położona na osiedlu Ołbin o długości ok. 1,7 km, łącząca ulicę Sienkiewicza na południowym wschodzie z ulicą Jedności Narodowej na północnym zachodzie.
W przeszłości główna droga podwrocławskiej Nowej Wsi Polskiej (niem. Polnisch-Neudorf); oryginalna nazwa ulicy (Neudorfgasse) zmieniona została później na Michaelisstraße, nawiązującą do pobliskiego kościoła św. Michała Archanioła. Mieszkańcy Nowej Wsi Polskiej w znacznej swej części mówili po polsku także w czasach, kiedy Wrocław wraz ze Śląskiem znajdował się w granicach Prus i Niemiec; nazwa Polnisch-Neudorf była w użyciu jeszcze w połowie XIX wieku.
W 1951 planowano przemianować Nowowiejską na ulicę Lenina, ale z tego zamiaru zrezygnowano z powodu historycznego charakteru obowiązującej nazwy.
Przy ulicy Nowowiejskiej pod numerem 38 znajduje się dom rodzinny Edyty Stein (kanonizowanej w 1998 jako św. Teresa Benedykta od Krzyża), Żydówki, która przeszła na katolicyzm i zginęła w niemieckim obozie koncentracyjnym Auschwitz w 1942.

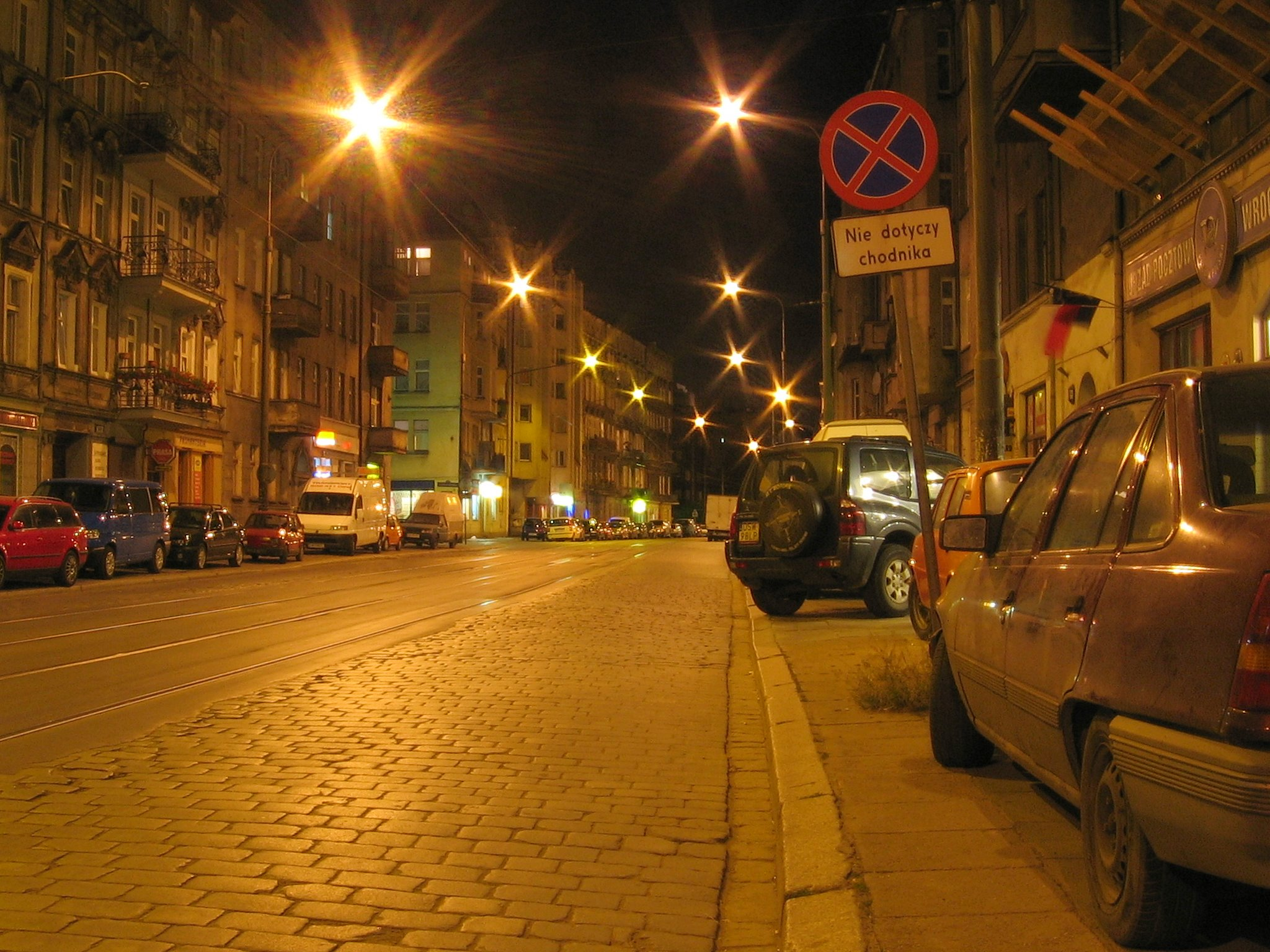
Nowowiejska między ul. E. Stein a Barlickiego
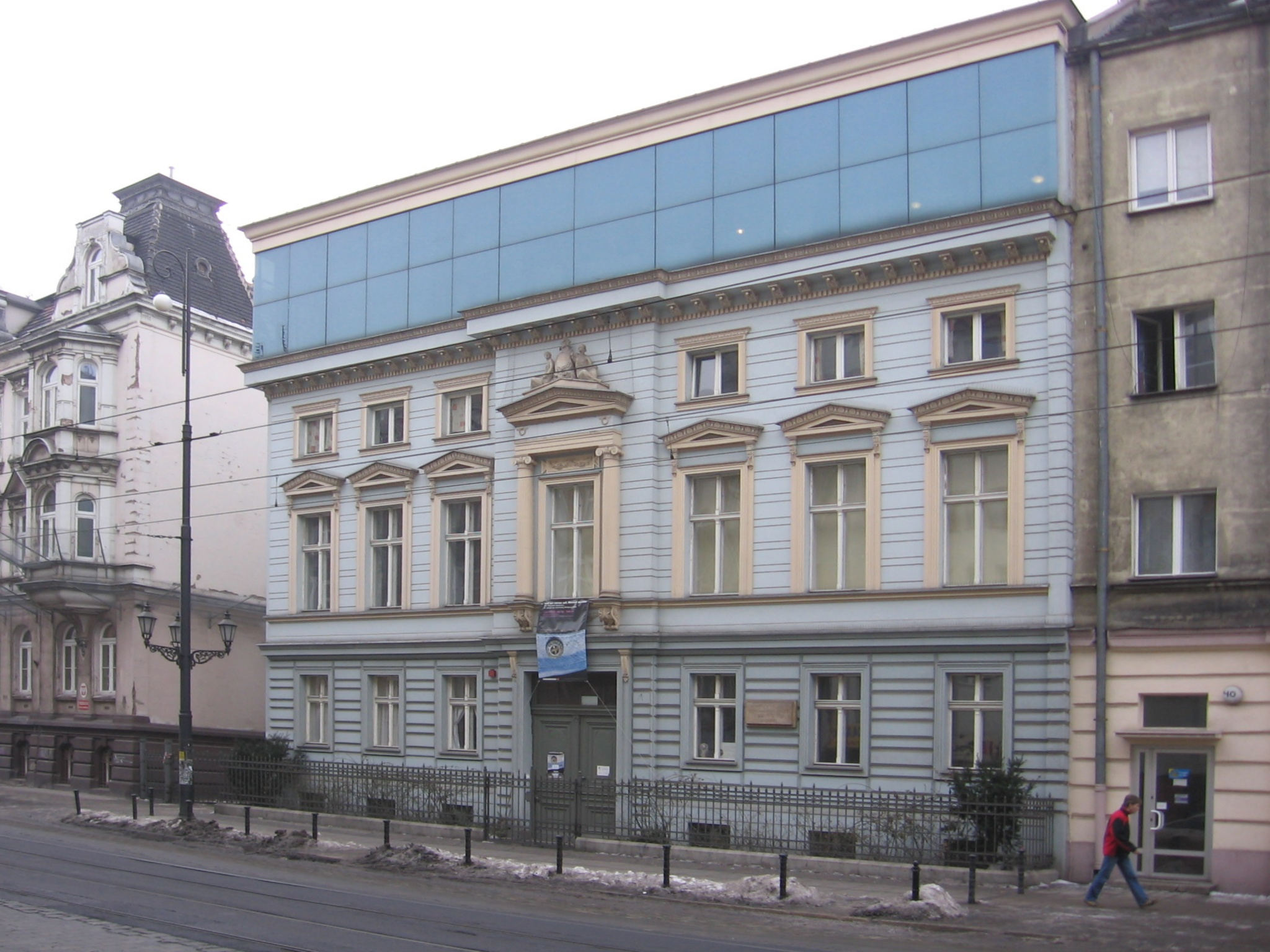
Dom rodzinny Edyty Stein przy Nowowiejskiej 38